# Asplenium stellatum
Asplenium stellatum là một loài thực vật có mạch trong họ Aspleniaceae. Loài này được Colla miêu tả khoa học đầu tiên.